# Chloropsis jerdoni
Chloropsis jerdoni е вид птица от семейство Chloropseidae.

## Разпространение
Видът е разпространен в Индия и Шри Ланка.